# Корзлінський Микола Васильович
Мико́ла Васи́льович Корзлі́нський (рос. Николай Васильевич Корзлинский; * 1851 — † після 1919) — російський лексикограф, есперантолог. Один з укладачів російсько-есперантського словника (1910), відомого як словник доктора Корзлінського.

## Біографія
За професією лікар. Відомий працівник у галузі освіти. 1919 року Володимир Ілліч Ленін підписав Корзінському охоронну грамоту.
Укладений під керівництвом Корзлінського і виданий 1910 року в Москві російсько-есперантський словник був найповнішим словником того часу. Він містив 24 250 слів. Видавши словник, Корзлінський багато працював над його поповненням. Рукопис із цими поповненнями загинув 1924 року при пожежі, яка знищила значну частину архіву Московського інституту есперанто, журналу «Ondo de Esperanto» та книгарні «Есперанто».
Донька Корзлінського Ольга була дружиною швейцарського революціонера Фрідріха Платтена (для нього це був другий шлюб). Дізнавшись із газет, що її чоловіка румунський суд засудив до страти через повішання (інформація виявилася помилковою), Ольга Миколаївна 31 грудня 1918 року в Цюриху покінчила життя самогубством, викинувшись із вікна.